# Лунула

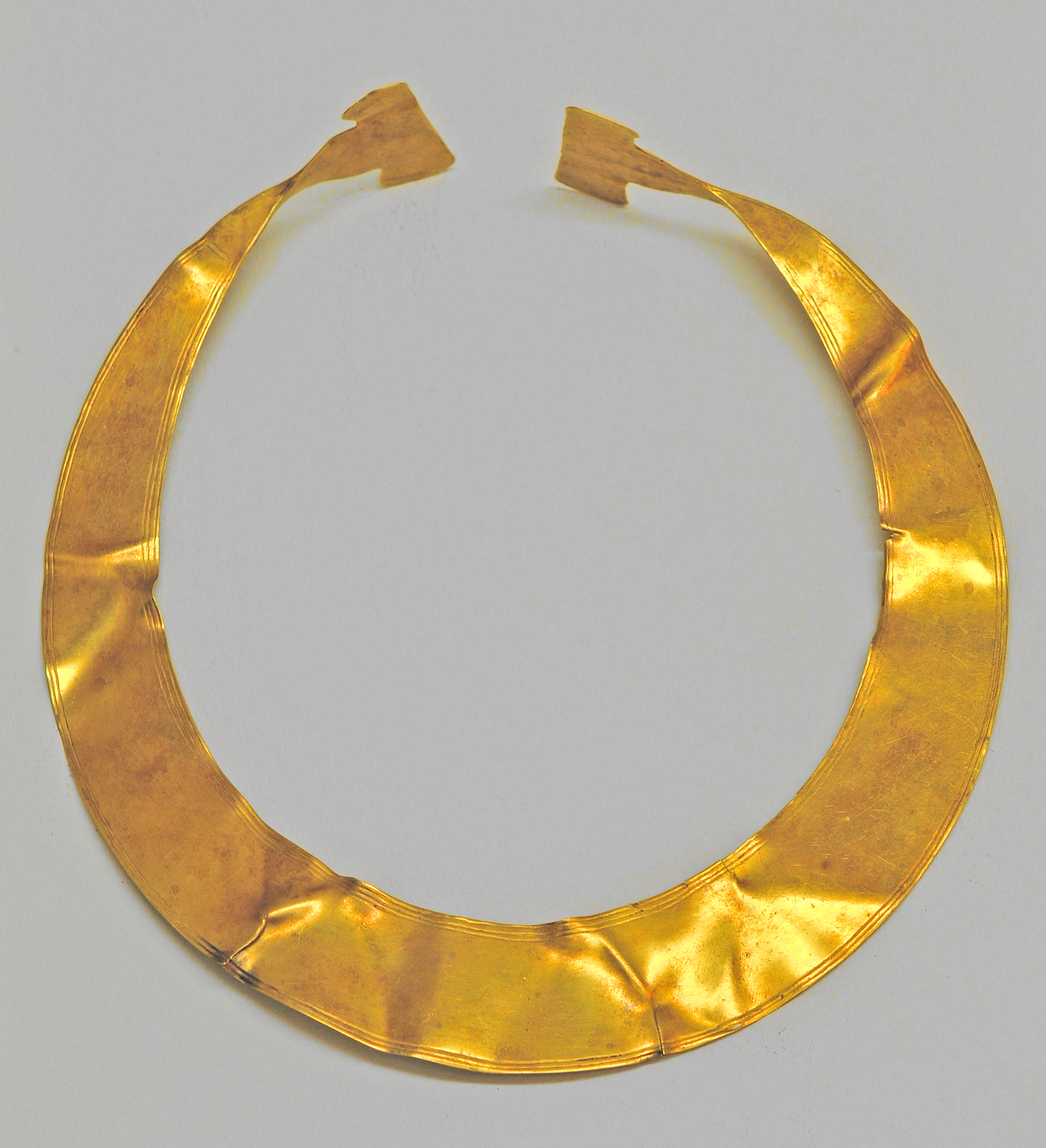
Золотая лунула из Шуленбурга

Лунула (от лат. lunula — «маленькая луна, лунка или серп небольшого размера») — разновидность пекторали, особый тип шейных украшений эпохи раннего бронзового века в виде полумесяца, выполненного из золота, бронзы или другого металла.
Ударение падает на первый слог.
Помимо этого, лунулой называется полумесяц у основания ногтя.

## Краткое описание
Чаще всего золотые лунулы находили во время раскопок на территории Ирландии, однако иногда они встречались и в других частях Европы, в частности, на территории Великобритании. Хотя датировка ни одной из лунул не установлена точно, на основании сравнения с другими артефактами предполагается, что они изготавливались в период около 2200—2000 гг. до н. э. (Needham 1996, 124). К настоящему времени известно около 200 найденных лунул.
Наиболее интересные лунулы обнаружены близ Керивоа в Бретани. Здесь три лунулы были обнаружены в остатках ящичка с обрезками золотого листа и золотым стержнем. Концы стержня были расплющены в виде лунул, что позволяет предположить, что в данном случае лунулы изготавливались путём ковки из золотых стержней. Затем стилосом на них наносилися орнамент. Следы стилоса, обнаруженные на лунулах из Сен-Потена, Керивоа и ряда других мест, позволяют предположить, что они были изготовлены одним инструментом (и скорее всего, одним мастером).
Декоративный орнамент на лунулах сильно напоминает орнамент на колоколовидной керамике, соответствующей археологическим слоям той же эпохи. Естественным образом они также напоминают немного более поздние янтарные и гагатовые ожерелья.
Лунулы, изготовленные из золота и других металлов, как завершенные, так и ещё находившиеся в процессе изготовления, также находили на территории Португалии.
Обширная коллекция лунул, свидетельствующих о контактах людей бронзового века, представлена в сокровищнице в археологическом музее монастыря Жеронимуш, Белем, Лиссабон.